# Монструм (филм из 2003)
Монструм (енгл. Monster) амерички је филм из 2003. који је режирала Пети Џенкинс, а главне улоге у њему тумаче Шарлиз Трон и Кристина Ричи.
Бескућница већи део свог живота, Ејлин Вуорнос упада у уличну проституцију. Покушава да среди свој живот, али када ништа не успе, почиње да пљачка своје клијенте и да их убија.

## Радња
Проститутка Ајлин Ворнос у бару упознаје младу и лепу Селби Вол, од које први пут у животу добија мало пажње и разумевања. Селби је лезбијка, али са Ајлин не иде. Селби у почетку такође одбија Ајлин, али се на крају заљубљује у њу.
Следећег дана, након састанка са клијентом (чији је жаргонско име „Џон“), Ајлин постаје жртва силовања и бруталности, али случајно зграби силоватељев револвер и убије га. На крају јој остаје ауто, револвер убијеног и нешто новца. Ајлин води Селби у мотел где покушавају да живе као брачни пар. Ајлин покушава да напусти занат - пријављује се у неколико канцеларија у потрази за послом, али свуда добија одбијенице - нико не жели да запосли бившу проститутку без образовања и искуства. На путу је задржава полицајац који ју је једном приликом ухапсио због проституције и тера је да попуши. А Селби има себичне склоности - она жели да је Ајлин задржи, чак и ако мора да се врати на "рад на путу". Ајлин каже Селби да је убила једног од муштерија, али то не спречава Селби.
На крају се Ајлин враћа на пут. И наставља да убија купце. Али она се придржава неког кодекса своје части, који јој забрањује да дира мушкарце које не сматра олошем. У међувремену, полиција је узнемирена и интензивно трага за убицом мушкараца. Услед случајног удеса у украденом аутомобилу, лица жена постају позната покојном супружнику, који полицији слика вербални портрет. Овај портрет се стално емитује на телевизији, што веома плаши Селби, који стално седи у мотелској соби и гледа телевизију. Она захтева да Ајлин пронађе нови ауто (тј. заправо убије следећу жртву). Међутим, старији човек који је покупи уопште не жели сексуалне услуге од Ајлин, напротив, жели да јој помогне. Али Ајлин, која више нема контролу, убија га без жеље.
Међутим, она добија новац за путовање и купује Селби карту да оде до својих родитеља, а она само одлази у бар да се напије. Тамо упознаје двоје младенаца који су, наизглед, жељни авантуре. Међутим, они су заправо полицијски агенти. Ајлин је ухапшена и послата у затвор. Селби је зове. Ајлин је веома срећна и уверава девојку да полиција нема доказе и да би све требало да се заврши добро. Међутим, Селби преговара са полицијом. Она провоцира Ајлин, покушавајући да је наведе да каже истину. Ајлин нагађа да је разговор највероватније саслушан и све признаје. Током суђења Селби сведочи против своје бивше девојке. Суд на Флориди осуђује Ајлин на смрт. Ајлин је ухапшена и послата у затвор. Селби је зове. Ајлин је веома срећна и уверава девојку да полиција нема доказе и да би све требало да се заврши добро. Међутим, Селби преговара са полицијом. Она провоцира Ајлин, покушавајући да је наведе да каже истину. Ајлин нагађа да је разговор највероватније саслушан и све признаје. Током суђења Селби сведочи против своје бивше девојке. Суд на Флориди осуђује Ајлин на смрт. Ајлин је ухапшена и послата у затвор. Селби је зове. Ајлин је веома срећна и уверава девојку да полиција нема доказе и да би све требало да се заврши добро. Међутим, Селби преговара са полицијом. Она провоцира Ајлин, покушавајући да је наведе да каже истину. Ајлин нагађа да је разговор највероватније саслушан и све признаје. Током суђења Селби сведочи против своје бивше девојке. Суд на Флориди осуђује Ајлин на смрт.

## Улоге
| Глумац            | Улога             |
| ----------------- | ----------------- |
| Шарлиз Трон       | Ајлин             |
| Кристина Ричи     | Селби Вол         |
| Брус Дерн         | Томас             |
| Ли Тергесен       | Винсент Кори      |
| Ени Корли         | Дона              |
| Пруит Тејлор Винс | Џин/Муцави Џон    |
| Марко Сент Џон    | Еван/Скривени Џон |
| Марк Меколи       | Вил/Тата Џон      |

## Локације снимања филма
- Каселбери (Флорида, САД)
- Дејтона Бич (Флорида, САД)
- Кисими (Флорида, САД)
- Орландо (Флорида, САД)
- Санфорд (Флорида, САД)

## Зарада
- Зарада у САД — 34.469.210 $
- Зарада у иностранству — 25.909.374 $
- Зарада у свету — 60.378.584 $